# Sébastien Pierre Péan
Pour les articles homonymes, voir Péan.
Sébastien Pierre Péan est un homme politique français né le 2 décembre 1786 à Blois (Loir-et-Cher) et décédé le 18 février 1846 à Blois.
Avocat, maire de Blois, il est député de Loir-et-Cher de 1832 à 1834, siégeant dans la majorité soutenant la Monarchie de Juillet.

## Sources
- « Sébastien Pierre Péan », dans Adolphe Robert et Gaston Cougny, Dictionnaire des parlementaires français, Edgar Bourloton, 1889-1891 [détail de l’édition]